# Tone Kregar
Tonček »Tone« Kregar, slovenski glasbenik in zgodovinar, * 1. januar 1971, Celje
Je pevec in avtor besedil pri slovenski rock skupini Mi2. Kot zgodovinar se ukvarja zlasti z zgodovino Slovencev in drugih slovanskih narodov v drugi polovici 19. in prvi polovici 20. stoletja ter zgodovino Celja s poudarkom na 2. svetovni vojni.

## Mladost
Otroštvo je preživljal sprva pod Donačko goro, nato v Rogatcu. Pri enajstih letih mu je umrla mati.

## Šolanje in delo
Po končani Srednji družboslovni šoli v Celju je študiral zgodovino in občo sociologijo na ljubljanski Filozofski fakulteti, kjer je leta 1997 diplomiral. Na isti fakulteti je iz zgodovinskih znanosti najprej leta 2003 magistriral in 2007 tudi doktoriral. Svoje diplomsko in doktorsko delo je temeljil na povezavi zgodovine Slovaške in Slovenije.
V Muzeju novejše zgodovine Celje je zaposlen od leta 1997,  sprava kot kustos, nato kot muzejski svetovalec- vodja zgodovinskega oddelka, kot v. d. direktorja (2015–2016) in od leta 2016 kot direktor. Vmes je bil dve leti (2000–2002) direktor Mladinskega centra Celje.

## Nagrade in priznanja
- 2001: Valvasorjevo priznanje za stalno razstavo Živeti v Celju (Muzej novejše zgodovine Celje; kot del ekipe)[5]
- 2006: Valvasorjevo priznanje za razstavo Podobe družabnosti - od 6. oktobra 2005 do 29. marca 2006 (Muzej novejše zgodovine Celje; kot del ekipe)[6]
- 2006: Valvasorjevo priznanje za stalno razstavo Frankolovski zločin v Spominskem parku frankolovskih žrtev v Stranicah (Muzej novejše zgodovine Celje)[7]